# MACS J1206.2-0847
MACS J1206.2-0847 è un ammasso di galassie situato in direzione della costellazione della Vergine alla distanza di circa 4,5 miliardi di anni luce dalla Terra (light travel time).
Nel 2011 è stato studiato con il Telescopio spaziale Hubble nell'ambito del programma denominato Cluster Lensing and Supernova survey (CLASH).
La massa e la gravità esercitata dall'ammasso, tramite l'effetto di lente gravitazionale, permettono di visualizzare galassie remote che appaiono amplificate ed altrimenti non visibili. Sono state raccolte 47 immagini multiple relative a 12 galassie distanti.